# Komadić koji nedostaje
Komadić koji nedostaje je treći studijski album zrenjaninskog pop pank sastava Oružjem protivu otmičara.
Nikola Pavković je autor tekstova većine pesama, a pesmu Voajer napisala je Dragana Mrkajić.
Snimljeni je spot za pesmu U mraku.
Omot albuma krasi crtež Šela Silverstejna.
U pesmi Traži me su korišćeni pojedini stihovi Miroslava Antića.

## Sadržaj albuma
1. U mraku — 3:52
2. Pesma — 5:13
3. Da li spava — 5:18
4. Mrzi me — 4:13
5. Plačeš — 5:05
6. Telefonija– 2:37
7. Voajer — 2:41
8. Traži me — 2:55
9. Hodamo na rukama — 5:00
10. Tonemo — 11:15

## Muzičari
- Nikola Pavković — gitara
- Aleksandar Tolimir — bas gitara, prateći vokali
- Dragana Mrkajić — gitara, vokal
- Mirko Živković - bubnjevi
- Alek Aleksov - klavijature
- Mileta Grujić - klavijature
- Miroslav Cvetković - daire
- Vladimir Negovanović — akustična gitara